# FC Wealdstone
Der FC Wealdstone (offiziell: Wealdstone Football Club) ist ein Fußballverein aus dem englischen Ruislip im London Borough of Hillingdon. Der 1899 gegründete Verein spielte bis 1971 in Amateurligen und gewann 1966 den FA Amateur Cup. 1979 war der Klub Gründungsmitglied der Alliance Premier League und gewann 1985 das Double aus Meisterschaft und FA Trophy. Nach dem Abstieg 1988 dauerte es 32 Jahre, ehe 2020 die Rückkehr in die höchste Spielklasse des Non-League football gelang.

## Geschichte
Der FC Wealdstone entstand 1899 aus der Fusion mehrerer lokaler Vereine. Der Verein war, wie die meisten südenglischen Vereine, strikter Vertreter des Amateurfußballs und spielte die folgenden Jahrzehnte in den Amateurligen London League, Spartan League und Athenian League. Größter Erfolg in der Amateurära waren die Meisterschaft in der Athenian League 1952 sowie der Gewinn des FA Amateur Cups 1966 durch einen 3:1-Erfolg über den FC Hendon vor 45.000 Zuschauern im Londoner Wembley-Stadion

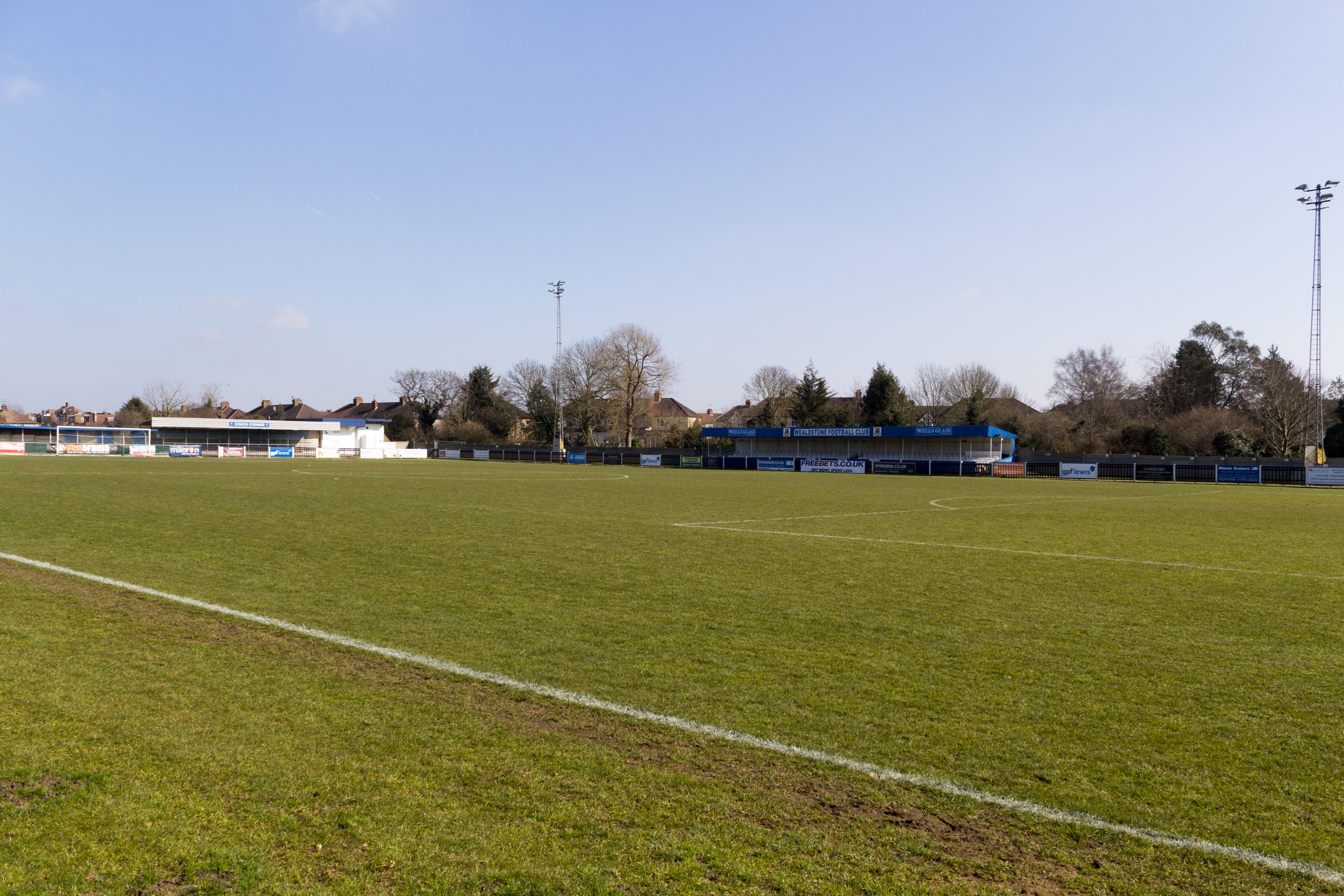
Spielstätte Grosvenor Vale (2016)

Erst 1971 entschied man sich als Profiklub zu fungieren und trat der Southern League bei. Im FA Cup 1977/78 erreichte man nach Siegen über Hereford United und den FC Reading das einzige Mal in der Klubgeschichte die 3. Hauptrunde (0:4 gegen die Queens Park Rangers). 1979 gehörte man zu den Gründungsmitgliedern der Alliance Premier League, einer landesweiten höchsten Spielklasse unterhalb der Football League. 1981 musste man als Vorletzter die Liga für eine Saison verlassen, kehrte aber umgehend zurück und gewann 1985 die Meisterschaft sowie die FA Trophy (2:1 gegen Boston United). 1988 stieg man aus der höchsten Spielklasse des Non-League footballs erneut ab und mit dem Verkauf des klubeigenen Stadions Lower Mead 1991 hatte der Verein fast zwei Jahrzehnte kein eigenes Sportgelände, sondern nutzte die Sportanlagen des Watford, FC Yeading, Edgware Town und FC Northwood. Um Kosten zu sparen, zogen sich der Klub 1995 bis in die Third Division der Isthmian League zurück. 2008 fand man mit dem Grosvenor Vale eine neue permanente Sportstätte, 2014 gelang der Aufstieg in die sechstklassige Conference South, 2020 kehrte man als Staffelmeister nach 32 Jahren in die mittlerweile in National League umbenannte höchste Spielklasse im Non-League football zurück.

## Ligazugehörigkeit
- 1899–1914: Willesden & District League
- 1911–1922: London League
- 1913–1922: Middlesex & District League
- 1922–1928: Spartan League
- 1928–1964: Athenian League
- 1964–1971: Isthmian League
- 1971–1979: Southern Football League
- 1979–1981: Alliance Premier League
- 1981–1982: Southern Football League
- 1982–1988: Alliance Premier League/Conference National
- 1988–1995: Southern Football League
- 1995–2006: Isthmian League
- 2006–2007: Southern Football League
- 2007–2014: Isthmian League
- 2014–2020: Conference South/National League South
- seit 2020: National League